# Il pifferaio di Hamelin

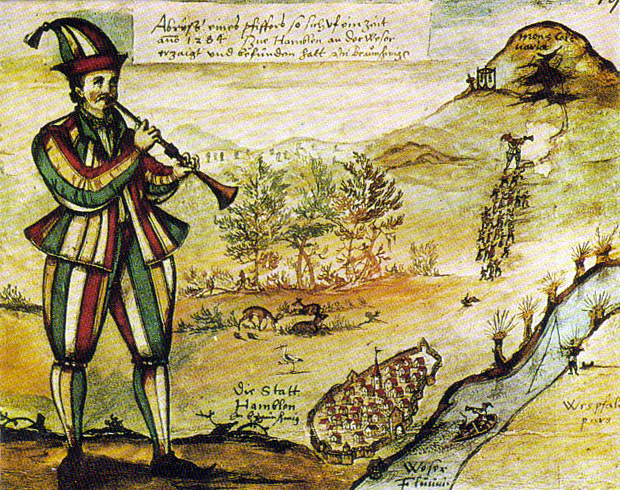
Un'illustrazione della fiaba su una vetrata di una chiesa di Goslar.

Il pifferaio di Hamelin (Der Rattenfänger von Hameln, trad. l'accalappiatore di ratti di Hameln) è il protagonista di una leggenda tedesca ambientata nella città di Hameln, o Hamelin, in Bassa Sassonia.
La leggenda è nota come Il pifferaio magico.
Nella sua versione base, che fu trascritta dai fratelli Grimm e messa in poesia dal tedesco Wolfgang Goethe e dall'inglese Robert Browning, narra di un suonatore di piffero magico che, su richiesta del borgomastro, allontana da Hamelin i ratti al suono di quello strumento; quando il borgomastro si rifiuta di pagarlo per l'opera, questi si vendica irretendo i bambini del borgo al suono del piffero e portandoli via con sé.
La leggenda del pifferaio nacque intorno alla seconda metà del XIV secolo e sembra sia  correlata alla peste che imperversava in Germania in quel periodo, peste il cui agente, il bacillo Yersinia pestis, trovava un efficace vettore nel ratto.
Un'altra possibile origine della leggenda sembra sia il repentino abbandono della città da parte di circa 130 ragazzi, probabilmente mandati a lavorare altrove nel Paese.
Meno probabile appare essere l'ipotesi secondo la quale i giovani abitanti di Hamelin sarebbero morti in blocco o per via di un'inondazione, o rapiti da qualche setta, o annegati nel fiume Weser.

## Trama
La storia si svolge nel 1284 ad Hameln, in Bassa Sassonia.
Un uomo con un piffero si presenta in città e propone di disinfestarla dai ratti; il borgomastro acconsente, promettendo all'uomo un congruo pagamento. Non appena il pifferaio inizia a suonare, i ratti, incantati dalla sua musica, si mettono a seguirlo, lasciandosi condurre fino al fiume Weser, dove annegano. Hamelin è così libera dal flagello.
L'uomo torna in città per ricevere la ricompensa ma il borgomastro si rifiuta di pagarlo. Questi, per vendetta, riprende a suonare mentre gli adulti dormono, attirando dietro di sé tutti i bambini della città. Centotrenta bambini lo seguono in campagna e vengono rinchiusi dal pifferaio in una caverna. Nella maggior parte delle versioni o non scampa nessun bambino oppure se ne salva uno che, zoppo, non era riuscito a tenere il passo dei compagni. Varianti meno note della fiaba introducono un lieto fine in cui un bambino di Hamelin, sfuggito al rapimento da parte del pifferaio, riesce a liberare i propri compagni, oppure è il pifferaio stesso a liberare i bambini quando il borgomastro decide di pagarlo. Secondo un'altra versione i bambini entrano nella caverna seguendo il pifferaio ma fuoriescono da un'altra caverna, la grotta di Almasch in Transilvania: questa era una delle leggende che spiegava l'arrivo dei sassoni in Transilvania, rappresentati in questo caso dai bambini portati dal pifferaio magico di Hamelin.

## Origini della fiaba
Il più antico riferimento a questa fiaba si trovava in una vetrata della chiesa della città di Hameln e risalente circa al 1300. Della vetrata si trovano descrizioni su diversi documenti del XIV e XVII secolo, ma pare che essa sia andata distrutta. Sulla base delle descrizioni, Hans Dobbertin ha tentato di ricostruirla in tempi recenti. L'immagine mostra il Pifferaio Magico e numerosi bambini vestiti di bianco.
Si pensa che questa finestra sia stata creata in ricordo di un tragico evento accaduto nella città. Esisterebbe tuttora una legge non scritta che vieta di cantare o suonare musica in una particolare strada di Hamelin, per rispetto nei confronti delle vittime. Nonostante le numerose ricerche, tuttavia, non si è ancora fatta luce sulla natura di questa tragedia. In ogni caso, è stato appurato che la parte iniziale della vicenda, relativa ai ratti, è un'aggiunta del XVI secolo; sembra dunque che la misteriosa vicenda di Hamelin avesse a che vedere solo con i bambini. Al contrario l'immagine del pifferaio seguito da un esercito di topi è quella che la maggior parte delle persone associa a questa fiaba, magari senza ricordare nient'altro della vicenda.
Riepilogando, le ipotesi circa gli avvenimenti di Hamelin sono le seguenti:
- I bambini furono vittime di un incidente; forse annegarono nel Weser o furono travolti da una frana.
- I bambini furono vittime di un'epidemia e furono portati a morire fuori dalla città per proteggere il resto della popolazione. Si è ipotizzato che l'epidemia potesse essere di peste. Altri, con riferimento al fatto che i bambini "danzavano" dietro al pifferaio, hanno pensato alla malattia di Huntington oppure al ballo di San Vito, piuttosto comune in Europa nel periodo che seguì le epidemie di peste nera. Secondo queste ipotesi, il pifferaio è una rappresentazione simbolica della morte o della malattia. Parlano di queste epidemie di ballo di San Vito la Cronaca di Erfurt del 1237 e la Cronaca di Maastricht del 1278.[2]
- I bambini lasciarono la città per partecipare ad un pellegrinaggio, ad una campagna militare o, addirittura, ad una nuova Crociata dei bambini, non facendo mai più ritorno. In questo caso, il pifferaio rappresenterebbe il reclutatore.
- I bambini abbandonarono volontariamente i loro genitori e Hameln per fondare nuovi villaggi, durante la colonizzazione della Germania Orientale. Questa teoria porta come prova i numerosi luoghi con nomi simili ad Hameln sia nei dintorni della città che nelle colonie orientali. Le migrazioni di bambini nel XIII secolo sono un fatto ampiamente documentato e quest'ultima teoria gode di un notevole credito. Il pifferaio sarebbe un reclutatore che condusse via buona parte della gioventù di Hamelin per fondare una colonia nella Germania orientale. Tale Decan Lude, originario di Hameln, avrebbe posseduto intorno al 1384 un libro di cori che conteneva un verso in latino che riportava questo evento. Il libro è andato perduto, si pensa intorno al XVII secolo.[3]
- Oltre ad evocare possibili "epidemie coreutiche", vale a dire balli di gruppo aventi spesso scopo terapeutico, la leggenda del pifferaio magico include elementi mutuati da remote tradizioni orali legate al viaggio verso un luogo misterioso. Due elementi rafforzano tale ipotesi: la presenza del bambino zoppo ed il motivo della caverna. È un dato accertato dagli studi sulle religioni dell'Eurasia il fatto che la zoppia era uno degli attributi delle persone che fungevano da mediatori con l'Aldilà. La caverna è, fin dalla preistoria, un luogo sacro e, soprattutto, un passaggio verso l'altro mondo. Molti miti in Europa, Asia e America raccontano di un eroe (spesso un cacciatore) che, inseguendo la preda, giunge in una caverna fatata nella quale vivono i Signori degli animali e che si rivela il luogo in cui la selvaggina cacciata rinasce a nuova vita.[4]

Un racconto tedesco degli eventi di Hameln, purtroppo non illuminante, è sopravvissuto in un'iscrizione databile al 1602-1603, trovata proprio nella città della fiaba:

### Versioni letterarie
Il resoconto più antico in lingua inglese è quello di Richard Rowlands Verstegan (1548-1636), un antiquario e studioso di controversie religiose, nel suo Restitution of Decayed Intelligence (Anversa, 1605). Egli cita la liberazione della città di Hameln dai ratti e suggerisce che i bambini perduti siano andati a finire in Transilvania. Sembra che sia Verstegan ad aver coniato l'espressione Pied Piper ("Pifferaio Variopinto"), introducendo quello che nei paesi di lingua inglese è l'appellativo più comunemente associato al pifferaio (in Italia, invece, viene comunemente chiamato "Pifferaio Magico"). Piuttosto curiosamente, la data indicata da Verstegan per gli eventi di Hamelin è completamente diversa da quelle proposte da altre fonti, ovvero il 22 luglio 1376. Le note di Verstegan furono la fonte su cui si basò in seguito Nathaniel Wanley per il suo Wonders of the Visible World (1687), a sua volta utilizzato da Robert Browning per la sua celebre poesia.
La vicenda di Hameln interessò anche Goethe, che scrisse una poesia su di essa nel 1803 e la citò anche nel suo Faust.
I fratelli Grimm, traendo informazioni da undici fonti, inclusero la fiaba del Pifferaio nella loro raccolta di Saghe germaniche (Deutsche Sagen), pubblicata per la prima volta nel 1816, intitolandola Die Kinder zu Hameln (storia 245). Nella loro versione, due bambini (uno cieco e uno storpio) rimasero a Hameln; gli altri divennero i fondatori delle Siebenbürgen (Sette Città, in Transilvania).
Basandosi probabilmente sul testo dei fratelli Grimm, Robert Browning scrisse una poesia sul Pifferaio, The Pied Piper, pubblicata nel 1849; la poesia è celebre per il suo humour, per i giochi di parole, e per le rime gioiose. La poesia colloca i fatti di Hameln in data 22 luglio 1376.
Il luogo menzionato da Browning è la montagna di Coppenbrügge, un luogo noto per essere stato, in tempi antichi, sede di riti pagani.

## Adattamenti e riferimenti

### Musica
- L'album del 1980 Super Trouper del gruppo svedese ABBA contiene il brano - dalle sonorità medievali, inconsuete per il quartetto pop - The Piper, che, basandosi sulla fiaba del pifferaio, pare utilizzarla come metafora di una situazione politica distopica, in cui un uomo seduce le genti con "fuoco nei suoi occhi" e la paura come arma, oscuro riferimento ai totalitarismi.
- La celeberrima canzone dei Led Zeppelin Stairway to Heaven sembra riferirsi in due passaggi del testo al pifferaio di Hamelin.
- L'album del 2000 Demons & Wizards del gruppo omonimo include una canzone intitolata The Whistler che racconta una variante originale della storia, in cui il pifferaio, per vendicarsi del debito non saldato dalla gente di Hameln, fa sbranare i bambini dai ratti.
- Il concept album Too Old to Rock 'n' Roll: Too Young to Die! dei Jethro Tull include una canzone intitolata The Pied Piper, in cui la figura del pifferaio viene usata come metafora della seduzione, da parte dell'attempato protagonista della storia narrata dal disco, di giovani donne, con un riferimento obliquo alla pedofilia.
- Il cantautore Edoardo Bennato ha ripreso questa storia nel brano La fantastica storia, pubblicata nell'album omonimo; anche È arrivato un bastimento, concept-album dello stesso cantautore, pubblicato nel 1983, rappresenta una rivisitazione della fiaba del pifferaio di Hameln.
- Nell'album Strade di città gli Articolo 31 cantano una canzone con il titolo Il Pifferaio Magico leggermente modernizzata, dove c'è il Re Dittatore che promette al Pifferaio di renderlo famoso; il Pifferaio, infine, dà potere ai topi, dicendo che saprebbero gestire la libertà meglio del Re.
- Il gruppo I ratti della Sabina ha inciso una canzone in dialetto sabino, Il Pifferaio Magico, che narra appunto la vicenda, ed è inclusa nell'album Circobirò.
- Il gruppo thrash metal Megadeth fa un riferimento alla fiaba nel ritornello della canzone Symphony of Destruction, dall'album Countdown to Extinction (1992).
- Il gruppo alternative rock Radiohead fa un riferimento alla fiaba nel testo della canzone Kid A, dall'album omonimo (2000).
- La canzone di Roberto Vecchioni Il libraio di Selinunte, dall'album Rotary Club of Malindi, rielabora la fiaba, rappresentando il pifferaio che si porta dietro le parole dopo che i cittadini hanno dato al rogo la libreria di uno strano libraio che, invece di vendere i libri, li leggeva a voce alta di notte. Dalla canzone Vecchioni ha ricavato anche un romanzo omonimo.
- Il gruppo avant-garde metal Rat King ha dedicato a questa fiaba il concept album chiamato The Plague of Hamelin.[6]
- Il rapper Eminem fa riferimento alla favola nel brano Lose Yourself (2002); in particolare, ne esalta la reazione del personaggio al fatto di non essere stato pagato dai paesani – cioè il rapimento dei bambini («best believe somebody's paying the Pied Piper», cioè «meglio credere che qualcuno paghi il Pifferaio Magico»).
- La canzone Il flautista e la parata (笛吹男とパレード ?, Fuefuki Otoko to Parade) dall'album Elysion del gruppo giapponese Sound Horizon presenta chiari riferimenti alla fiaba.
- Sul movimento Apocalypse In 9/8 del brano Supper's Ready, dall'album Foxtrot (1972) dei Genesis, si fa un preciso riferimento alla fiaba.
- La canzone Pied Piper dall'EP Love Yourself: Her del gruppo musicale sudcoreano BTS fa alcuni riferimenti alla fiaba, di come il suono della canzone possa essere dolce, ma al tempo stesso pericoloso, di come la melodia ormai non si possa fermare e stia prendendo controllo della persona che la ascolta, proprio come il suono del piffero.
- La canzone "Pied Piper",composta dal duo Artie Kornfeld - Steve Duboff (The Changin' Times), ispirata dal Pifferaio Magico, divenne un successo nel 1965 raggiungendo la quinta posizione nelle classifiche inglesi. Nota in Italia la versione di Gianni Pettenati e Le Pecore Nere, che nel 1966 che raggiunse i vertici delle classifiche italiane.

### Cinema
- La storia del pifferaio magico di Hamelin (The Pied Piper of Hamelin in inglese) è stata raccontata in vari film, a partire dal film muto del 1903 e poi con altre versioni nel corso degli anni[7]. Tra queste figurano il film tedesco del 1918 Der Rattenfänger von Hameln, diretto ed interpretato da Paul Wegener e il mediometraggio del 1985 Krysař, di Jirí Barta.
- Nel cortometraggio Il piffero magico del 1933, prodotto da Walt Disney e tratto dall'omonima fiaba popolare, alla fine anche il piccolo zoppo entra nella caverna, il cui interno si rivela essere un parco giochi.
- L'acclamato film di Atom Egoyan Il dolce domani (The Sweet Hereafter, 1997), basato sull'omonimo romanzo di Russell Banks, contiene numerosi riferimenti alla storia del pifferaio. La voce narrante del film recita la poesia di Browning, con l'aggiunta di versi originali. La storia del film narra di una bambina rimasta storpia durante un incidente dell'autobus della scuola in cui tutti gli altri bambini di una piccola città canadese sono rimasti uccisi.
- Il film d'animazione direct-to-video Charlie Brown e il pifferaio magico, è una parodia della storia con protagonisti Snoopy e i Peanuts.
- Nel 1971 il regista francese Jacques Demy ha realizzato il film Il pifferaio di Hamelin in cui il musicista e cantautore Donovan interpreta il pifferaio. Il film è il risultato di un attento lavoro di documentazione e ricostruzione dell'ambientazione, della cultura e delle credenze medievali. Demy si è basato in particolare sulla versione inglese della storia[8]. "Quello che mi interessava di più in questa storia" ha dichiarato Demy, "era la possibilità, vale a dire la necessità, di farvi convivere il realismo e la magia"[9].
- Nel film Shrek e vissero felici e contenti del 2010, quarto capitolo della saga cinematografica, gli orchi del film vengono ipnotizzati da un pifferaio magico mandato da Tremotino. Il personaggio aveva già avuto un cameo nel primo film.
- Nel terzo film tratto dall'anime e manga Sailor Moon, un gruppo di elfi rapisce i bambini della Terra, incantandoli con il suono di un flauto, come il pifferaio di Hamelin.
- Nel 2023 ne è stata realizzata una versione horror di ambientazione contemporanea, Piper, in cui il Pifferaio è una creatura demoniaca.

### Video musicali
- La fiaba del pifferaio di Hameln ha ispirato molti video musicali, tra cui quello del gruppo techno tedesco Dune per la canzone Hand In Hand: in una Hameln a metà fra il medievale e il tecnologico, un dispotico sindaco chiama i due membri del gruppo affinché liberino la città dai topi. Il deejay si mette a suonare, la cantante intona una piacevole melodia e i topi scappano. Giunto il momento del pagamento, il sindaco non sborsa un quattrino, quindi il pifferaio si vendica richiamando a sé tutti i giovani e i bambini della città, che fuggono con lui ma non prima di aver dato una lezione al sindaco bugiardo.

### Letteratura
- La storia del Pifferaio viene ripresa e rivista nel finale nell'opera Topo dopo topo dello scrittore Bruno Tognolini.[10]
- Importanti riferimenti alla storia del Pifferaio si trovano nell'opera Il cacciatore di topi della poetessa russa Marina Cvetaeva (1925).
- Un romanzo di Star Trek - The Next Generation intitolato I bambini di Hamelin vede la favola di Hamelin in chiave fantascientifica. In questo libro, Hamelin viene dipinta come una colonia federale di minatori distrutta da una razza chiamata i Choraii, che massacrarono gli adulti e rapirono i bambini e nel corso dei decenni si è cercato di recuperare i rapiti. I Choraii si esprimono attraverso la musica (anche se i bambini da loro rapiti hanno insegnato ai Choraii l'inglese della Federazione), e le loro navi a seconda delle note usate venivano nominate come quelle note (la Si Bemolle, la Re Maggiore, eccetera).
- La storia del Pifferaio viene ripresa nella trilogia di Helen Mccabe Piper, una riscrittura in chiave horror della celebre favola. In Italia, il primo volume del romanzo è stato pubblicato dalla Leone Editore nel 2014 con il titolo Piper - Il pifferaio magico (trad. Lucia Contaldi). Il secondo volume della trilogia, The Piercing, è stato pubblicato in Italia dalla Leone Editore nel 2015 con il titolo Il rituale (trad. Lucia Contaldi). La traduzione italiana del terzo e ultimo volume, The Codex, è uscita nel 2017.

### Fumetto
- Pifferaio è un super criminale della DC Comics, nemico del supereroe Flash. Come il personaggio della fiaba, utilizza un flauto (questa volta tecnologico) per ipnotizzare le sue vittime.